# Писто (озеро)
Писто — озеро на территории Поросозерского сельского поселения Суоярвского района Республики Карелии.

## Общие сведения
Площадь озера — 1,5 км², площадь водосборного бассейна — 93,2 км². Располагается на высоте 174,0 метров над уровнем моря.
Форма озера продолговатая: вытянуто с северо-запада на юго-восток. Берега каменисто-песчаные, преимущественно возвышенные.
Через озеро течёт безымянный водоток, протекающий через цепочку озёр Авегенлампи → Сурьярви → Писто → Чинозеро и впадающий в итоге в Котчозеро, откуда берёт начало река Гумарина, втекающая в реку Ломнезерку, впадающую, в свою очередь, в озеро Селецкое.
Вдоль северо-восточного берега озера проходит лесная дорога.
Код объекта в государственном водном реестре — 02020001111102000007208.